# Микола Пац (Підляський воєвода)
Микола Пац (до 1500 — 1545/1546) — український шляхтич з роду Паців герба «Гоздава», Ловчий Великий Литовський (1509—1542), воєвода Підляський з 1543 р., намісник Перемишльський і Ожський, Підкоморій Великий Литовський (1527—1542), 1543). Граф Священної Римської імперії (з 1515).

## Життєпис
Представник українського шляхетського роду Паців гербу «Газдава». Єдиний син та спадкоємець маршалка Великого князівства Литовського, Полоцького воєводи Юрія Паца та Федори з Рогатинських.
Після смерті батька, у 1505 році, успадкував всі його маєтки та величезні кошти. Будучи намісником Перемишльським та Ожзьким, у 1510 році почав розбудовувати поселення на околицях сучасного міста Сейни. Він заснував перший двір на місці сучасних Бержників (де пізніше, у 1547-1557 рр. Велика княгиня Бона Сфорца заснувала тут місто), разом із тим почав опановувати навколишні села. Мав багато земель на Берестейщині та Підляшші, які станом на 1528 р. налічували близько 7 500 селянських дворів.
У 1515 році отримав титул графа Священної Римської імперії.

## Родина
Був одружений з княжною Олександрою Гольшанською (пом. після 1551), дочкою каштеляна Віленського, князя Олександра Гольшанського (пом. 1511). У шлюбі з якою мав чотирьох синів і трьох дочок:
- Станіслав (1522-1588) - воєвода Вітебський (1566), Підстолій Великий Литовський.
- Микола (1527-1585) - єпископ Київський (з 1555), посол у Москві (1562), каштелян Смоленський, намісник Кам'янецький (1559-1569)
- Домінік (пом. 1579) - підкоморій Берестейський, каштелян Смоленський.
- Павло (пом. 1595) - воєвода Мстиславський та каштелян Віленський.
- Ядвіга Пац - 1-й чоловік Микола Сиревич, 2-й чоловік Войцех Шемет.
- Олександра Пац - дружина Расмуса Довгірда.
- Феодора Пац - дружина Миколи Цирини.